# فيروسات الليف
فيروسات الليف (بالإنجليزية: Inoviridae)‏ هي عائلة من العواثي تضم الأجناس التالية:
- فيروس الليف; أنواعه: عاثية الأمعاء M13
- فيروس مطرقي الشكل; أنواعه: عاثية أكوليبلازما MV-L51

## وصلات خارجية
- نطاق فيروسي فيروسات الليف